# Leslie Leiserowitz
Leslie Leiserowitz (hébreu : לסלי ליזרוביץ, né en 1934 à Johannesburg) est un chimiste et cristallographe israélien.

## Biographie
Leiserowitz étudie le génie électrique à l'Université du Cap avec un baccalauréat, puis travaille brièvement comme ingénieur électricien et obtient une maîtrise en physique (cristallographie aux rayons X, sous Reginald James). En 1959, il rejoint le département de cristallographie aux rayons X de l'Institut Weizmann sous la direction de Gerhard Schmidt, élève de Dorothy Crowfoot-Hodgkin. Le groupe de l'Institut Weizmann a une réputation internationale dans la chimie du solide. De 1966 à 1968, il crée le département de chimie organique cristallographie aux rayons X à l'Université de Heidelberg à l'invitation de Heinz Staab. Là, il développe et installe des programmes informatiques en utilisant la méthode directe des lauréats du prix Nobel Herbert Hauptman et Jerome Karle.
De retour à l'Institut Weizmann, Leiserowitz travaille sur la synthèse de molécules pour l'étude de diverses interactions moléculaires à l'aide de la cristallographie aux rayons X (ingénierie des cristaux). En collaboration avec des scientifiques danois, il utilise également la diffraction des rayons X pour étudier les films moléculaires minces avec rayonnement synchrotron à DESY à Hambourg.
Lui et Meir Lahav travaillent ensemble depuis de nombreuses années sur le contrôle stéréochimique de la formation et de la croissance des cristaux avec des impuretés ciblées.
Il est également actif dans la recherche sur le paludisme, étudiant les agents pathogènes du paludisme à l'aide de la microscopie à rayons X (images de fluorescence du fer après exposition aux rayons X dans les globules rouges infectés) et étudiant les médicaments antipaludiques tels que les composés de quinoléine. L'agent pathogène du paludisme décompose l'hémoglobine, produisant un hème toxique qui s'ancre dans les cristaux d'hémozoïne. Les quinoléines entravent la croissance des cristaux d'hémozoïne. Leiserowitz et Ronit Buller modélisent la croissance des cristaux d'hémozoïne à l'aide d'une simulation informatique et découvrent que leurs surfaces cristallines sont idéales pour l'amarrage des quinoléines. Cela explique l'action de certains agents antipaludiques et oriente l'amélioration de la conception des médicaments,.
En 1987, il reçoit la médaille et la conférence Prelog, en 2002 le Prix Gregori-Aminoff avec Meir Lahav, le prix Israël en 2016,, le prix EMET en 2018 et le Prix Wolf de chimie en 2021 conjointement avec Meir Lahav. En 1997, Leiserowitz est élu à la Leopoldina.

## Ouvrages
- Addadi, Berkovitch-Yellin, Domb et Gati, « Resolution of conglomerates by stereoselective habit modifications », Nature, vol. 296, no 5852,‎ 1982, p. 21–26 (DOI 10.1038/296021a0, Bibcode 1982Natur.296...21A, S2CID 4262117)
- Berkovitch-Yellin, Addadi, Idelson et Leiserowitz, « Absolute configuration of chiral polar crystals », Nature, vol. 296, no 5852,‎ 1982, p. 27–34 (DOI 10.1038/296027a0, Bibcode 1982Natur.296...27B, S2CID 4318070)
- VAIDA, SHIMON, WEISINGER-LEWIN et FROLOW, « The Structure and Symmetry of Crystalline Solid Solutions: A General Revision », Science, vol. 241, no 4872,‎ 16 septembre 1988, p. 1475–1479 (PMID 17790041, DOI 10.1126/science.241.4872.1475, Bibcode 1988Sci...241.1475V, S2CID 38176896)
- Vaida, Shimon, Van Mil et Ernst-Cabrera, « Absolute asymmetric photochemistry using centrosymmetric single crystals. The host/guest system (E)-cinnamamide/E-cinnamic acid », Journal of the American Chemical Society, vol. 111, no 3,‎ 1989, p. 1029–1034 (DOI 10.1021/ja00185a036)
- WEISSBUCH, ADDADI et LEISEROWITZ, « Molecular Recognition at Crystal Interfaces », Science, vol. 253, no 5020,‎ 9 août 1991, p. 637–645 (PMID 17772367, DOI 10.1126/science.253.5020.637, Bibcode 1991Sci...253..637W, S2CID 42488951)
- Weissbuch, Lahav et Leiserowitz, « Toward Stereochemical Control, Monitoring, and Understanding of Crystal Nucleation », Crystal Growth & Design, vol. 3, no 2,‎ 2003, p. 125–150 (DOI 10.1021/cg0200560)